# Spoorlijn Amsterdam - Rotterdam
De Oude Lijn is een spoorweg in het westen van Nederland over de route Amsterdam Centraal – Haarlem – Leiden Centraal – Den Haag HS – Rotterdam Centraal. Hij is vanaf 1839 aangelegd door de Hollandsche IJzeren Spoorweg-Maatschappij (HIJSM) en is de oudste spoorlijn van Nederland. De Oude Lijn is een van de belangrijkste spoorlijnen van het land en verbindt de drie grootste steden van Nederland met elkaar.
Door de jaren heen is de Oude Lijn uitgegroeid tot een spoorlijn die tussen Leiden en Rotterdam grotendeels viersporig is. Het viersporig maken hing tot en met de jaren vijftig van de twintigste eeuw meestal samen met de aanleg van plaatselijk parallel lopende spoorlijnen. Maar met het voornemen vanaf de jaren 60 van de 20e eeuw om een spoorlijn via Luchthaven Schiphol aan te leggen werd de visie meer om de capaciteit tussen Amsterdam en Den Haag met een tweede spoorbaan te verdubbelen. Waarbij de verbinding Amsterdam-Leiden sinds de ingebruikname van Schiphollijn uit 1981 en de spoorlijn Amsterdam-Schiphol uit 1986 als viersporig kon worden beschouwd, omdat er sinds die tijd twee spoorlijnen lopen tussen Amsterdam en Leiden. De Oude Lijn zelf kon daarom tussen Amsterdam en Leiden vrijwel tweesporig blijven. Vanaf het plan Rail 21 in 1988 werd het volgende voornemen om de gehele verbinding Amsterdam-Rotterdam en verder naar Dordrecht zo veel mogelijk viersporig te maken: tussen Leiden en Rijswijk zijn vanaf die tijd twee langere spoorverbredingen gerealiseerd. Kenmerkend voor het treinverkeer op de Oude Lijn is dat veel treinen sinds 1976 eindigen (en beginnen) op het in 1973 geopende kopstation Den Haag Centraal aan het begin van de spoorlijn Den Haag - Gouda (-Utrecht), zowel vanuit (of naar) de noordelijke richting (Amsterdam) als de zuidelijke richting (Rotterdam). Hiervoor zijn rond 1976 verbindingssporen in gebruik genomen tussen de Oude Lijn en dit station.

## Aanleg
De spoorlijn van Amsterdam naar Haarlem werd geopend op 20 september 1839 als eerste spoorlijn in Nederland. Haarlem – Leiden volgde in 1842, Leiden – Den Haag in 1843 en Den Haag – station Rotterdam Delftsche Poort in 1847. De spoorwegpionier Frederik Willem Conrad (1800-1870) speelde een belangrijke rol bij de aanleg van deze lijn, waaronder bij de bouw van de eerste spoorbruggen (onder andere over het Spaarne en de Delfshavense Schie) en bij de eerste generatie stations zoals in Den Haag. De benaming Oude Lijn dankt de lijn aan het feit dat dit de oudste spoorlijn van Nederland is, maar diende ook om die te onderscheiden van de Nieuwe Lijn, waarmee de in 1869 geopende alternatieve route van station Amsterdam Weesperpoort via Woerden en Gouda naar station Rotterdam Maas werd aangeduid.
De lijn werd aangelegd in breedspoor (1945 millimeter). De ombouw tot normaalspoor (1435 millimeter) vond plaats in de periode 1865-1866 om de lijn te kunnen laten aansluiten op andere al in normaalspoor uitgevoerde lijnen. Eerst werd een nieuw spoor aangelegd (in normaalspoor) waarbij na de ingebruikname van het nieuwe spoor het oude spoor omgebouwd kon worden tot normaalspoor. De Oude Lijn werd hierdoor dus tevens dubbelsporig.
De lijn had aanvankelijk zijn vertrekpunt bij het tijdelijke station d'Eenhonderd Roe. Dit lag op het grondgebied van de  gemeente Sloten (NH), net buiten de grens van de stad Amsterdam. Nadat de problemen met de grond waren opgelost kon in 1842 het station Willemspoort, net buiten de Haarlemmerpoort worden geopend. Dit station werd gesloten in 1878, waarbij de lijn verlengd werd door en langs de Haarlemmer Houttuinen naar het tijdelijke station Droogbak. In 1889 kon het nieuwe Centraal Station in gebruik worden genomen (dat in de periode 1920-1925 zijn grootste perronuitbreiding zou krijgen, inclusief een tweede stationskap). Dit station is tot op de dag van vandaag het belangrijkste station van Amsterdam. De verlengde spoorlijn liep door Amsterdam op een viaduct uit 1878. Na Rotterdam, met het luchtspoor uit 1877 op de spoorlijn Rotterdam - Dordrecht, was dit een van de eerste stukken hoogspoor in Nederland.
Op de plek van het oorspronkelijke station van Haarlem uit 1839 werden de werkplaatsen voor het onderhoud van het spoorwegmaterieel ingericht, het begin van de Hoofdwerkplaats Haarlem. In 1842 kwam het eerste station van Haarlem in gebruik net binnen de stadswallen, op de plek waar sinds 1908 het huidige station ligt.
In Leiden, Den Haag, Delft, Schiedam en Rotterdam werden de stations net buiten de toen nog intact zijnde stadswallen gelegd. Daarom kwam het station Den Haag HS te liggen op het grondgebied van Rijswijk (ZH). In 1843 werd dit Haags grondgebied.
De Oude Lijn was bij dit station gekoppeld aan de HIJSM-stoomtram naar Scheveningen Haven. Via Station HS konden de wagons doorgevoerd worden. Er reed zelfs een doorgaande trein naar Rotterdam Beurs. In 1925 volgde ombouw, en in 1927 werd dit lijn 11. Zodoende was er sindsdien aansluiting op het Haagse tramnet. Goederenwagens werden overgebracht van het spoor- naar het tramnet, waarna deze door een 
elektrische tramlocomotief verder konden worden gereden naar onder ander de Scheveningse haven, over de sporen van tramlijn 11. In 1974 stopte dit vervoer. Na 1984 werd de verbinding tussen de Oude Lijn en het tramnet verbroken.
Het Rotterdamse eindpunt kwam net buiten de Delftse Poort te liggen. Het werd Station Delftsche Poort (Rotterdam DP) genoemd. Vanwege de aansluiting op het luchtspoor, op de toen nieuwe spoorlijn richting Dordrecht in 1877, en de verdere groei op onder meer die lijn, is het station in 1877 vervangen en rond 1934 verbouwd en uitgebreid. Tussen 1953 en 1959 is hier het Centraal Station gebouwd, onder meer om op dat station een overstapmogelijkheid te creëren tussen de Oude Lijn en de Spoorlijn Utrecht - Rotterdam. Een nieuw stationsgebouw is, na een totale verbouwing van het gehele station, in 2014 geopend, dit vanwege de aansluiting van dat station op de in de jaren 2000 aangelegde HSL Zuid.
De Oude Lijn werd geëlektrificeerd in 1924-1927. Het was na de nieuwe Hofpleinlijn, de eerste reeds bestaande spoorlijn in Nederland die werd geëlektrificeerd. Voor de elektrische dienst op de Oude Lijn werd het Blokkendoosmaterieel (Mat '24) aangeschaft.

## Vooroorlogse uitbreidingen
Na de ombouw van breedspoor naar normaalspoor en dubbelspoor in de periode 1865-1866, vinden er tot aan de elektrificatie van de Oude Lijn in de periode 1924-1927, omvangrijke maar veelal lokale werken plaats aan de Oude Lijn, vooral in de grotere steden. Zoals in het bovenstaande hoofdstuk "Aanleg" aangegeven, vonden er in de jaren 70 (en 80) van de 19e eeuw grote werken plaats bij zowel het begin- als eindpunt van de Oude Lijn: (dus) in Amsterdam en in Rotterdam, dit om de Oude Lijn op die stations aan te kunnen sluiten op andere spoorlijnen aldaar. En tussen 1880 en 1908 bijvoorbeeld werden onder meer de stationsgebouwen in Leiden (1880), Schiedam (1889), Den Haag (1891) en Haarlem (1908) vervangen door toen nieuwe gebouwen van de architect Dirk Margadant. Bij Leiden en Schiedam was in die jaren daarbij sprake van de opening van aansluitende spoorlijnen naar Woerden respectievelijk Maassluis. Bij Den Haag en Haarlem was sprake van de bouw van zogenaamde 'hoogstations' vanwege de spoorbaan die plaatselijk verhoogd werd, deze twee laatste stations bestaan nog steeds en zijn rijksmonumenten. Zie daarvoor verder de onderstaande paragrafen. Vanaf de eerste helft van de 20e eeuw werd de Oude Lijn op enkele plaatsen uitgebreid tot vier sporen, dit hing samen met parallel lopende spoorlijnen, zie ook daarvoor de onderstaande paragrafen waarin de grotere projecten vanaf 1890 worden beschreven.

### Den Haag: nieuw station (1891), hoogspoor en viersporigheid

#### Nieuw station (1891-heden)
Zoals hierboven al aangegeven kreeg in 1891 Den Haag HS het huidige (2023) station, ontworpen door Margadant, waarbij de spoorbaan bij dat station verhoogd is.

#### Hofpleinlijn: hoogspoor Mariahoeve - Den Haag HS
Vanwege de bouw van de Hofpleinlijn werd de Oude Lijn rond 1906, vanaf de plaats waar sinds 1966 het station Den Haag Mariahoeve zit, tot aan Den Haag HS, verhoogd aangelegd zodat beide takken van de Hofpleinlijn de Oude Lijn onderlangs konden kruisen. Tevens werd daarmee de kruising van de Oude Lijn (en de nieuwe Hofpleinlijn) met de spoorlijn Den Haag - Gouda ongelijkvloers middels een spoorviaduct. (Bij Den Haag HS zelf was de baan rond 1891 al verhoogd).

#### Hofpleinlijn: viersporigheid Laan van NOI - Den Haag HS
Door de ingebruikname van het eerste deel van de Hofpleinlijn (Den Haag HS-Scheveningen) op 1 mei 1907 werd het traject Den Haag Laan van NOI tot en met Den Haag HS tevens viersporig omdat de Hofpleinlijn daar (tot 1975) samen liep met de Oude Lijn. De evenwijdige sporen zorgden niet voor capaciteitsverhoging op de Oude Lijn, wel werd capaciteitsvermindering voorkomen omdat de treinen op de Oude Lijn de sporen niet hoefden te gaan delen met de treinen van de Hofpleinlijn. (Ook na de verlegging van de Hofpleinlijn in 1975 naar het in 1973 geopende Den Haag CS bleven er vier sporen bestaan tussen Den Haag Laan van NOI en Den Haag HS.)

### Haarlem: nieuw station (1908-heden) en hoogspoor
In 1908 kreeg Haarlem het huidige (2023) hoofdstation met verhoogde sporen, ontworpen door Margadant, waarbij de spoorbaan in Haarlem grotendeels verhoogd werd.

### Rotterdam(-Schiedam): viersporigheid en hogere brug (1911-1991)
In 1908 was de toenmalige Havenspoorlijn Rotterdam West in gebruik genomen voor de rechter Maasoever, een aftakking van de Oude Lijn vanuit Rotterdam gezien. Vanwege capaciteitsproblemen zijn er daarna langs de Oude Lijn parallelle aansluitende spoorlijnen gebouwd zodat het traject tussen Schiedam en Rotterdam vanaf 29 mei 1911 viersporig is geworden. Voor het gezamenlijke traject is onder meer een nieuwe hogere viersporige aarden baan aangelegd. Dit hogere viersporige traject was vanwege de vier toen nieuwere hogere Delfshavense Schiebruggen die tevens de oude tweesporige lagere brug vervingen. Bij station Schiedam werden er aansluitingen gemaakt met de nieuwe extra sporen maar er werden bij deze uitbreidingen ten behoeve van de Havenspoorlijn geen nieuwe perrons bij Schiedam aangelegd (deze Havenspoorlijn was immers voor goederentreinen). Het station bleef ook laaggelegen. Door deze extra sporen voor goederentreinen (en eventueel ook voor lokale reizigerstreinen) werden verdere capaciteitsproblemen op de hoofdsporen, de Oude Lijn, voorkomen: de Oude Lijn moest zijn sporen tussen Schiedam en Rotterdam sinds 1891 delen met de toenmalige Hoekse Lijn.

### Amsterdam: uitbreiding station en  viersporigheid (tweede spoorviaduct)
Op 5 juni 1925 werd in Amsterdam langs de Haarlemmer Houttuinen (na de opening van een nieuw lang spoorwegviaduct op 2 juli 1923), het oude naastgelegen spoorwegviaduct uit 1878 weer in gebruik genomen dat in de tussentijd was gerenoveerd. Het baanvak in Amsterdam werd daarmee tot en met de Singelgrachtbruggen viersporig en de treinen van de Oude Lijn hoefden hun sporen niet meer te delen met de treinen van de Spoorlijn Den Helder - Amsterdam.
De viersporigheid was bedoeld om de grote capaciteitsproblemen (waaronder wachttijden) met reizigerstreinen en goederentreinen in Amsterdam en omgeving (aan de westelijke zijde van het Centraal Station) op te lossen. Het Centraal Station werd in deze periode ook verdubbeld met onder meer een tweede stationskap in 1924. 

### Elektrificatie Oude Lijn
Zoals in de paragraaf "Aanleg" aangegeven, werd de Oude Lijn in 1927 geëlektrificeerd om de capaciteit van de spoorlijn te verhogen. In 1924 werd als proef al het traject Leiden-Den Haag HS geëlektrificeerd. Het was de eerste spoorlijn die met 1500V werd geëlektrificeerd. Elektrificatie was toen ook een minder grote investering dan het verder viersporig maken van spoorwegtrajecten. (Op de werken rondom station Schiedam in 1959 na, werden pas in de jaren '70 weer sporen verdubbeld op de Oude Lijn.) Zie voor de overige context en voor de data van de elektrificatie van de diverse deeltrajecten op de Oude Lijn het lemma: elektrificatie van spoorlijnen in Nederland.

## Naoorlogse uitbreidingen

### Wederopbouwperiode: naar een kwartierdienst
Tijdens de wederopbouwperiode zijn er, onder meer om de frequenties op de Oude Lijn te kunnen verhogen naar een kwartierdienst, tal van maatregelen uitgevoerd. In diverse plaatsen moest daarbij de spoorbaan verhoogd worden omdat er bij diverse kruisingen met de weg al sprake was van grote lokale verkeerscongesties. Het lokaal verhogen van spoorbanen had voor de oorlog al in de grotere steden langs de Oude Lijn plaatsgevonden, maar na de oorlog zou vooral in de minder grote plaatsen het spoor verhoogd worden. Op de minder drukke overwegen zouden vanaf de jaren '50 en '60 de toen nieuwe Automatische halve overwegbomen (AHOB's) geïnstalleerd worden. Verder zou op de Oude Lijn de vrije baan en op de stations de beveiliging vernieuwd worden, dit creëerde ook meer baanvakcapaciteit. De architect Koen van der Gaast zou bij de uitbreiding of bouw van drie stations betrokken worden: in Haarlem, Heemstede-Aerdenhout en Schiedam, zie de onderstaande paragrafen.
De hier onderstaand genoemde grote werken aan de Oude Lijn veroorzaakten vooral in de jaren 50 een 'bouwgolf'.

#### Haarlem: bouw derde perron
In 1953 kreeg het station Haarlem een derde perron aan de achterzijde, zodat het station, dat een spoorwegknooppunt is, meer treinen kon verwerken.

#### Leiden: hoogspoor en nieuw station (1952-1996)
In 1952 kreeg Leiden een nieuw stationsgebouw vanwege de spoorverhoging in de stad. Het station was ontworpen door de architect H.G.J. Schelling. (Dit station zou in 1996 weer vervangen worden door een nieuwer station). In 1953 werden de verhoogde sporen in Leiden in gebruik genomen. In 1955 was het project in zijn geheel afgerond.

#### Heemstede-Aerdenhout: hoogspoor en nieuw station (1958-heden)
In 1958 kreeg ook station Heemstede-Aerdenhout met de spoorverhoging aldaar een viaductstation, waarbij de kruising met een drukke verkeersweg (naar Zandvoort) ongelijkvloers werd.

#### Schiedam: hoogspoor, nieuw station (1963-2000) en viersporigheid
In 1959 was het spoor in Schiedam vanaf de aansluiting met de Oude Lijn en de toenmalige Hoekse lijn, naast verhoogd, ook uitgebreid naar vier sporen zodat de treinen uit Amsterdam en uit Hoek van Holland geheel de beschikking hadden over hun eigen sporen, en daarmee tot en met Rotterdam Centraal onafhankelijk van elkaar konden rijden: want voorbij het station Schiedam tot en met Rotterdam lag er sinds 1911 al een viersporig baanvak (dat tot 1959 aan de Schiedamse zijde wel aansloot op een laaggelegen en relatief klein station). Station Schiedam Centrum kreeg in dat jaar ook zijn nieuwe stationskap, in 1963 werd het nieuwe stationsgebouw voltooid. Zowel de overkapping als het stationsgebouw waren ontwerpen van architect Koen van der Gaast.

##### Wederopbouw (station) Rotterdam
De bovenstaande werken in Schiedam werden als onderdeel gezien van de (wederopbouw-)werken in Rotterdam, waaronder de oplevering van het Centraal Station tussen 1953 en 1959 van architect Van Ravesteyn, waarbij de laaggelegen perrons 4 meter hoger kwamen te liggen. Het stationsgebouw zelf werd in 1957 geopend. (In 2008 zou dit station weer gesloopt worden voor nieuwbouw in 2014).

#### Delft: verkeerstunnels en hoogspoor (Spoorviaduct Delft 1965-2015)
Het Spoorwegplan van 1953 was erop gericht om alle spoorovergangen in Delft ongelijkvloers te maken. Dit leidde in 1960 tot de oplevering van de Prinses Irenetunnel, een kruising voor het wegverkeer onder de spoorbaan, net ten zuiden van Station Delft. Verder naar het zuiden werd voor fietsers en voetgangers de Abtswoudse tunnel aangelegd. In 1965 werd ten noorden van het station Delft het Spoorviaduct Delft in gebruik genomen. (Nb.: Alle drie de bouwwerken zijn rond 2015 gesloopt voor een nieuwe spoortunnel).

#### Invoering kwartierdienst
In 1967 kon, na afronding van de werken op de Oude Lijn (en nadat alle treinstellen Plan T, en de eerste treinstellen Plan V, waren afgeleverd), de gewenste kwartierdienst op de Oude Lijn worden gestart met om het uur: een sneltrein, een semi-sneltrein, en twee stoptreinen.

### Voorstadshaltes(tot 1996)
Tijdens de werken aan de Oude Lijn in de wederopbouwperiode werd nabij de Westelijke Tuinsteden van Amsterdam, het station Amsterdam Sloterdijk in 1956 geopend (een ontwerp van Koen van der Gaast), de voorloper van het huidige (2023) station Amsterdam Sloterdijk dat in 1985 voor de verlegde Oude Lijn in gebruik zou worden genomen (zie de betreffende paragraaf onder).
Vanaf de tweede helft van de jaren 60 werden er in korte tijd een aantal voorstadstations geopend in en nabij Den Haag: station Rijswijk (1965), Station Den Haag Mariahoeve (1966), Station Voorschoten (1969) en Station Delft Campus in 1970 (tot 2019 genaamd station Delft Zuid). Deze vier laatstgenoemde stations in de regio Den Haag waren toen ontworpen door Cees Douma een architect die door het hele land heen stationsgebouwen ontwierp. (Deze vier haltegebouwen zijn anno 2023 overigens weer allemaal gesloopt en/of vervangen.)  
Later werd in 1985 ten zuiden van Leiden Station De Vink geopend.

### Spoor naar '75: uitbreiding en vernieuwing in Den Haag
Tijdens de uitvoering van het beleidsplan Spoor naar '75 werden er grote werken in en rond Den Haag uitgevoerd, waaronder de bouw van een Centraal Station en de bouw van de Zoetermeerlijn. De bouw van het Centraal Station sloot aan bij het voornemen uit het plan Spoor naar '75 om het voorstadsverkeer (bij onder meer deze stad) te verbeteren en om een begin- en eindpunt te ontwikkelen voor zowel forensentreinen naar Leiden, Zoetermeer en Rotterdam Hofplein, als voor de toen nog te bouwen Schiphollijn (zie verder ook de onderstaande hoofdparagrafen).

#### Den Haag HS: perronuitbreiding, cross-platform-overstappen
Medio 1973 kreeg Den Haag HS een derde perron (het eerste jaar alleen nog de oostelijke helft), omdat er vanaf 1974 meer treinen zouden gaan rijden tussen Leiden en Rotterdam (met in de spits elk kwartier zowel een sneltrein als stoptrein per richting). Door de extra perronsporen konden sneltreinen op Den Haag HS voortaan de stoptreinen inhalen (die vanaf de tweede helft van de jaren 60 veel vaker moesten stoppen door de opening van de in de vorige hoofdparagraaf genoemde voorstadshaltes). Vanaf 1974 werd door de NS een cross-platform-overstap tussen snel- en stoptreinen aangeboden op zowel het nieuwe perron als op het oude perron (het laatste perron voor de tegenovergestelde richting Leiden-Rotterdam). Vanaf 1976 kreeg het nieuwe perron ook een functie voor de treinen over de nieuwe verbindingssporen naar het nieuwe kopstation Den Haag CS (zie de volgende paragraaf), en kon er ook een cross-platform-overstap aangeboden worden tussen treinen naar Den Haag CS of naar Leiden en verder.

#### Den Haag CS: verbindingsbogen naar de Oude Lijn
Voor het in 1973 geopende kopstation Den Haag CS werden medio jaren 70 (namelijk) verbindingsbogen aangelegd van Station Den Haag Laan van NOI naar Den Haag CS (1975, in 1978 uitgebreid tot een viersporige boog) en van Den Haag HS naar Den Haag CS (1976), zodat treinen uit de richtingen Leiden, Rotterdam CS en Rotterdam Hofplein in Den Haag CS konden eindigen.

### Schiphollijn: verbetering aansluitend traject Warmond - Leiden - Den Haag Centraal

#### Perronuitbreidingen, cross-platform-overstappen in Leiden
Tussen 1976 en 1978 werd vanwege de toen komende opening in 1981 van de Schiphollijn, een spoorwegplan uit het beleidsplan "Spoor naar '75", het aantal perrons en/of sporen op de stations Leiden, Den Haag Mariahoeve (alleen meer inhaalsporen),  Den Haag Laan van NOI en Den Haag Centraal uitgebreid. Op station Leiden kon daarmee vanaf 1976 alvast een cross-platform-overstap worden aangeboden tussen treinen naar kopstation Den Haag CS of naar Den Haag HS en verder. Met de opening van (het grootste deel van) de Schiphollijn in 1981 kon in Leiden tevens een 'cross-platform-overstap' worden aangeboden tussen treinen naar Haarlem of Schiphol.

#### Den Haag Mariahoeve - Den Haag Centraal: extra sporen
Tussen Den Haag Mariahoeve en Den Haag Centraal zijn uiteindelijk in 1978 twee extra sporen gereed gekomen, waaronder de Schipholboog (Mariahoeve). Er kwam daarmee (met de opening van de Schiphollijn in 1981), als het ware,  een tweede spoorlijn/spoorbaan tot stand van Amsterdam via Schiphol naar het in 1973 geopende Den Haag Centraal, die tussen Leiden en Den Haag samenliep met de Oude Lijn. Maar tussen Leiden en Den Haag Mariahoeve bleef het spoor (tot 1995) echter nog wel tweesporig. Den Haag Mariahoeve werd door deze extra sporen vanaf 1978 een viersporig station, en Den Haag Laan van NOI (tot 2006) zelfs een zessporig station. De verbindingsboog tussen Den Haag Laan van NOI en Den Haag Centraal werd daarmee viersporig.

#### Warmond - Leiden: viersporigheid en vrije kruising
De Schiphollijn zelf, waarvan het deel tussen Schiphol en Leiden in 1981 in gebruik is genomen, loopt tussen Warmond en Leiden gecombineerd met de Oude Lijn, tussen deze twee plaatsen liggen sinds 1981 daarom vier sporen op een verhoogde baan met een lengte van circa 5 kilometer. De baan sloot aan op het al in 1953  verhoogde spoor in Leiden maar de spoorbaan en de viaducten daar moesten wel verbreed worden. Vanaf 1979 konden de treinen over de Oude Lijn al gebruik maken van de nieuwe verhoogde baan. Met de opening van de Schiphollijn in 1981 kwam ook de vrije kruising in Warmond volledig in gebruik zodat treinen op de Schiphollijn met name de treinen van Leiden naar Haarlem niet zouden gaan hinderen.

### Spoorlijn Amsterdam Centraal - Schiphol: verlegging Oude Lijn in Amsterdam West
Na een periode van grote investeringen in de regio Den Haag in de jaren 70, hebben de Nederlandse Spoorwegen rond de jaren 80 zwaar geïnvesteerd in de regio Amsterdam. In de regio Amsterdam werd in de jaren 80 zowel de Hemtunnel bij Zaandam aangelegd als de spoorlijn Amsterdam Centraal - Schiphol (die bij Schiphol aansluit op de Schiphollijn zelf). Er was toen besloten tot een integrale afstemming tussen deze twee grote projecten waarbij als derde project ook de Oude Lijn werd verlegd. In dezelfde periode, tussen circa 1980 en 1984, werd het beginpunt van de Oude Lijn, station Amsterdam Centraal, grootschalig verbouwd.

#### Verlegging Zaanlijn (ingebruikname nieuw station Sloterdijk)
Vanwege de vervanging op de Zaanlijn (Amsterdam-Uitgeest) van de Hembrug door de Hemtunnel werd in 1983 tevens een nieuw zuidwestelijker gelegen tracé (met de naam Hemspoorlijn) in gebruik genomen vanaf de Amsterdamse Singelgrachtbruggen tot en met een nieuw station Zaandam: met op die lijn ook een nieuw station Amsterdam Sloterdijk (Noord).

#### Verlegging Oude Lijn
In 1985 werd ook de Oude Lijn verlegd richting de nieuwe Hemspoorlijn (ongeveer 500 meter naar het noorden): ook hier begon de verlegging bij de Singelgrachtbruggen, het nieuwe stuk Oude Lijn liep ook via het nieuwe station Sloterdijk, boog daarna zuidwestelijk af van de verlegde Zaanlijn (Hemspoorlijn), en ter hoogte van de Amsterdam wijk Geuzenveld sloot de verlegde Oude Lijn weer aan op het oude tracé (het oude station Sloterdijk ging toen samen met het buiten gebruik gestelde stuk spoorlijn dicht). Het geplande Station Amsterdam Geuzenveld is echter nooit gebouwd. Door beide verleggingen zouden de Oude Lijn en de Zaanlijn, niet alleen in de Amsterdamse binnenstad, maar voortaan ook tussen de Singelgrachtbruggen tot en met het nieuwe station Sloterdijk gezamenlijk lopen.

#### Spoorlijn Amsterdam Centraal - Schiphol (voltooiing nieuw station Sloterdijk)
De nieuwe Spoorlijn Amsterdam Centraal - Schiphol uit 1986, begon technisch gezien ten westen van de Singelgrachtbruggen met twee vrije kruisingen met de Oude Lijn en de Zaanlijn (d.m.v. tunnelbakken in de verhoogde taluds) waar de lijn zich noordelijk van de Oude Lijn en de Zaanlijn afsplitste om na een ruime bocht de laaggelegen Oude Lijn en Zaanlijn bij het station Sloterdijk bovenlangs haaks te kruisen. In dat nieuwe grote station Sloterdijk waren dus zowel de verlegde Zaanlijn, als de verlegde Oude Lijn, als de nieuwe spoorlijn Amsterdam -Schiphol ondergebracht. Met de opening van deze spoorlijn werd ook het nieuwe stationsgebouw in gebruik genomen dat ontworpen was door Harry Reijnders.
(Vanaf 2003 zou ook de Hemboog ten westen van het station Sloterdijk de Oude Lijn bovenlangs kruisen: de Hemboog kent echter geen aansluitingen op de Oude Lijn.)
Sinds de aanleg is de Oude Lijn een van de belangrijkste spoorlijnen in Nederland gebleven, dit ondanks het feit dat sinds 1986 de Schiphollijn en de spoorlijn Amsterdam - Schiphol, tussen Amsterdam en Leiden een deel van de functie hebben overgenomen.

### Rail 21: oplossen knelpunten
In de jaren 80 en 90 is de NS landelijk begonnen met het opheffen van knelpunten. De NS had 8 grote knelpunten vastgesteld die later uitgebreid zouden worden tot 10. Vier van de tien knelpunten bevonden zich op de Oude Lijn. Deze plannen zijn vanaf 1988 opgenomen en uitgevoerd onder het beleidsplan Rail 21. Vanaf toen werd het streven om de gehele verbinding Amsterdam-Rotterdam, en verder naar Dordrecht, viersporig te maken. Omdat er met de Schiphollijn al twee spoorlijnen liepen tussen Amsterdam en Leiden werd vooral het traject tussen Leiden en Rotterdam (en verder naar Dordrecht) viersporig gemaakt.
De projecten op de Oude Lijn hadden tot doel om verdere groei van het treinenaanbod mogelijk te maken. Door de grote hoeveelheid treinen, onder meer door de nieuwe Schiphollijn vanaf 1981, bleek het moeilijk te zijn om tot een regelmatige (en betrouwbare) kwartierdienst te komen van zowel Intercity's c.q. sneltreinen en stoptreinen. Sommige stoptreinen moesten sommige haltes dienstregeling-technisch overslaan om de rijtijden te halen. Ook kon een rechtstreekse Intercity/sneltrein van Amsterdam CS naar Den Haag CS in de jaren 80 nog niet (permanent) ingevoerd worden. Dit gebeurde pas in 1996 toen de onderstaande knelpunten waren opgeheven.

#### Delfshavense Schiebruggen: hogere bruggen
In 1991 kreeg de Oude Lijn een nieuwe hogere brug over de Delfshavense Schie ter vervanging van de bruggen uit 1911. De nieuwe brug hoeft alleen nog maar 's nachts voor de scheepvaart geopend te worden. De toenmalige  Hoekse Lijn kreeg tussen 1992 en begin 1994 ook een hogere brug aldaar (en ook dat was ter vervanging van de bruggen uit 1911).

#### Leiden - Den Haag Mariahoeve: viersporigheid, hogere bruggen en nieuw station Leiden (1996-heden)
In 1987 begon de aanleg van de spoorverdubbeling van het traject Leiden - Den Haag Mariahoeve; het traject is in 1995 viersporig in gebruik genomen. In het zuidelijk deel van Leiden kwamen er hogere bruggen bij station De Vink. Dit traject, inclusief de stations De Vink en Voorschoten, werd onder meer viersporig gemaakt omdat dit traject met de aansluiting van de Schiphollijn in Leiden in 1981 een tweesporige "flessehals" geworden was: want tot 1995 waren pas vanaf Den Haag Mariahoeve weer twee extra sporen beschikbaar richting Den Haag (Centraal). 
In 1996 kwam ook het nieuwe Station Leiden in dienst dat totaal verbouwd was vanwege de spoorverdubbeling met onder meer twee doorgaande sporen voor internationale treinen vanaf de Schiphollijn (het betrof een vervanging van het station dat in 1955 in gebruik was genomen bij de spoorbaanverhoging). De architect van het nieuwe station uit 1996 was Harry Reijnders.

#### Den Haag HS - Rijswijk: viersporigheid, spoortunnel Rijswijk
Het traject Den Haag HS - Rijswijk werd op 2 juni 1996 volledig viersporig in gebruik genomen. Alle infrastructuur is daarbij vernieuwd. Het monumentale station Den Haag HS was al enkele jaren eerder, los van dit project, gerenoveerd. Station Den Haag Moerwijk werd geopend, en Rijswijk kreeg in de nieuwe spoortunnel Rijswijk een eveneens nieuw ondergronds station ter vervanging van het bovengrondse station uit 1965.

#### Amsterdam Centraal - Singelgracht Aansluiting: zessporigheid
In de jaren 1990 is in Amsterdam het traject tussen het Centraal Station en de Singelgrachtbrugen langs de Haarlemmer Houttuinen dat in 1925 viersporig is geworden, uitgebreid naar zes sporen. Daardoor kregen  vanaf 1996 de treinen van de Oude Lijn, de Zaanlijn en de spoorlijn Amsterdam - Schiphol die in 1986 geopend was, elk hun eigen sporen en konden de treinen op deze spoorlijnen in principe onafhankelijk van elkaar rijden. Drie nieuwe Singelgrachtbruggen (ontworpen door Harry Reijnders), vervingen tevens, in 1996 of eerder, de twee oude Singelgrachtbruggen uit 1923 en 1925.

### Voorstadshaltes(vanaf 1996)
Een van de doelen van de Schiphollijn was om de Oude Lijn te ontlasten zodat daar meer haltes geopend konden worden. Na de opening van de Schiphollijn in 1981, en de spoorlijn Amsterdam-Schiphol in 1986, waren de aansluitende baanvakken Leiden - Den Haag Mariahoeve en de sporen tussen de Amsterdamse Singelgrachtbruggen en Amsterdam Centraal nog knelpunten. Maar toen de knelpunten in 1996 waren opgeheven konden er meer haltes op het traject Amsterdam-Haarlem-Leiden geopend worden: station Voorhout (1997), station Haarlem Spaarnwoude (1998), station Hillegom (2000) en station Halfweg-Zwanenburg (2012).
Door een andere uitbreiding op de Oude Lijn zelf, de verdubbeling naar vier sporen tussen Den Haag HS en Rijswijk in 1996, kon daar in hetzelfde jaar het station Den Haag Moerwijk worden geopend.

## Lokale vernieuwingen sinds 2000

### Den Haag Laan van NOI - Den Haag Centraal: ombouw twee sporen vanwege RandstadRail (Vinex)
Tussen de Haagse stations Laan van NOI en HS volgde sinds 1908 de Hofpleinlijn hetzelfde tracé als de Oude Lijn, hierdoor was dit deel van de lijn toen al viersporig. In 1975 is de Hofpleinlijn vanaf Den Haag Laan van NOI door middel van een verbindingsboog verlegd naar Den Haag CS waarbij de oude sporen richting Den Haag HS nog wel bleven bestaan. Door het invoeren van nieuwe treindiensten in 1976 tussen Leiden en Den Haag Centraal, en de opening van de Zoetermeerlijn vanaf 1977, werd deze verbindingsboog intensief gebruikt. Vanaf 1981 werden er nog meer treindiensten verwacht vanwege de Schiphollijn. In 1978 is daarom tussen Den Haag Mariahoeve en Den Haag Centraal het baanvak met twee extra sporen uitgebreid waardoor ter hoogte van Den Haag Laan van NOI het spoor aldaar over korte afstand werd uitgebreid naar zes sporen. De extra sporen worden sinds die tijd benut door de treinen tussen Den Haag Centraal en Den Haag Mariahoeve die pas bij het station Mariahoeve 'invoegen' op de spoorlijn (Rotterdam-)Den Haag HS-Leiden (en v.v.). Toen de Hofpleinlijn en de Zoetermeerlijn in 2006 overgingen naar RandstadRail, werden daarbij ook twee van de zes sporen van station Laan van NOI naar Den Haag Centraal afgescheiden van de NS sporen en omgebouwd. Bij het station Laan van NOI zijn sinds die tijd dus nog vier sporen beschikbaar voor het treinverkeer. Er buigen nu nog maar twee NS-sporen af naar Den Haag Centraal en de twee andere naastgelegen afbuigende sporen zijn voor de metrolijn E van en naar Rotterdam. Twee van de vier NS-sporen uit Den Haag Mariahoeve buigen dus ten zuiden van station Laan van NOI af naar Den Haag Centraal, de twee sporen naar Den Haag Hollands Spoor splitsen zich daarna pas weer naar vier sporen. Doorgaande treinen tussen Leiden en Rotterdam hebben daar bij station Laan van NOI daarom alleen de beschikking over twee sporen.
De ombouw naar RandstadRail was onder meer ingegeven om hogere frequenties mogelijk te maken en om de binnensteden van Den Haag en Rotterdam rechtstreeks en direct met de regio en de Vinex-locaties daar te kunnen ontsluiten.

### Rotterdam (HSL-Zuid): fly-overs, en nieuw station (2014)
Vlak ten noorden van het emplacement van Rotterdam loopt de Oude Lijn sinds de periode rond 2004-2005, verhoogd over twee fly-overs (een voor de heenrichting, de ander voor de tegenrichting) het emplacement van het station Rotterdam Centraal binnen. Hiermee werden (toen nog toekomstige) conflicten in de dienstregeling met treinen van de HSL Zuid uit Schiphol (die pas in 2009 in gebruik zou worden genomen), en ook met goederentreinen uit Gouda, voorkomen.
In 2014 werd een nieuw station Rotterdam Centraal officieel geopend, dat station was een vervanging van het station Rotterdam Centraal uit 1957. Het station was, naar een ontwerp van Benthem Crouwel Architekten, totaal vernieuwd vanwege de komst van hogesnelheidstreinen, zoals de Thalys die vanaf december 2009 over de HSL Zuid is gaan rijden (tussen 1996 en 2009 reed de Thalys overigens al over bestaande sporen in Nederland waaronder de Oude Lijn tussen Leiden en Rotterdam).

### Spoorzone Delft: spoortunnel en nieuw ondergronds station (2015)
In Delft liep de spoorlijn vanaf 1965 over een lang spoorviaduct vlak langs de binnenstad. Dit spoorviaduct werd beschouwd als een knelpunt in het spoornetwerk en als overlastgevend voor de spoorzone Delft. De Willem van Oranjetunnel heeft sinds 2015 inmiddels dit spoorviaduct vervangen en is tweesporig opgeleverd. Ook de Prinses Irenetunnel ten zuiden van het station uit 1960 voor het wegverkeer is door de spoorwegtunnel vervangen. Delft heeft vanwege de nieuwe tunnel tevens een nieuw ondergronds station gekregen, het ondergrondse gedeelte is ontworpen door Benthem Crouwel Architekten. Het nieuwe bovengrondse deel van het station is een zogenaamde samenbouw met, of inhuizing in, het nieuwe Stadskantoor Delft. (Het oude bovengrondse stationsgebouw is behouden gebleven en heeft een horecabestemming gekregen.)
Sinds het beleidsplan Rail 21 waren er al voornemens om het spoor in Delft viersporig te maken in het kader van het opheffen van de knelpunten maar dit was toen uitgesteld vanwege de tunnelwens van Delft.
In latere instantie is de spoortunnel van Delft in 2015 tweesporig in gebruik genomen maar vooral om stedebouwkundige redenen, en als een eerste fase naar een latere viersporigheid in het kader van de invoering van 10-minuten frequenties. Zie daarvoor het volgende hoofdstuk. Sinds eind 2024 is ook de uitbreiding met een derde en vierde spoor in gebruik genomen.

## Programma Hoogfrequent Spoorvervoer: spooruitbreiding Rijswijk – Rotterdam
ProRail is de infrastructuur aan het aanpassen om hoogfrequente treindiensten te realiseren, ook wel aangeduid als Elke Tien Minuten Een Trein (ETMET), spoorboekloos rijden of tienminutentrein. De ETMET-plannen zijn onderdeel van het Programma Hoofdfrequent Spoorvervoer (PHS). Oorspronkelijke hoorde ook het deeltraject Rijswijk - Schiedam Centrum bij het oudere uitbreidingsproject "spoorverdubbeling Leiden - Den Haag HS - Rijswijk" uit de jaren 90. Aangezien men in Delft een tunnel wilde werd dit onderdeel toen uitgesteld. Met het huidige Programma Hoogfrequent Spoorvervoer wordt het spoor van Rijswijk tot Rotterdam aangepast.

### Rijswijk - Delft Campus: viersporigheid
Het traject Rijswijk - Delft Campus (tot 2019 Delft Zuid) werd viersporig gemaakt. Voor deze stap in het viersporig ombouwen van de spoorlijn Rijswijk - Schiedam werd een ontwerptracébesluit en milieueffectrapportage PHS viersporigheid Rijswijk – Delft Zuid gepubliceerd in de Staatscourant. Bij de spoortunnel van Delft was sinds 2018 de tweede buis voor twee extra sporen in ruwbouw al gereed, de tunnelbuis inclusief het gedeelte bij het station werd later ingericht en afgewerkt voor treinverkeer, en werd op 2 augustus 2024 (zes dagen later dan gepland) in gebruik genomen. Ruim drie weken later, vanaf 26 augustus 2024, werd het viersporig spoortraject in gebruik genomen tussen Den Haag (HS) en Delft Zuid (sinds 2019 Delft Campus). In eerste instantie kondigde ProRail op 23 augustus 2024 aan dat de werkzaamheden bij Schiedam en Rotterdam uitlopen, en dat daardoor met de nieuwe dienstregeling per 15 december 2024 nog geen extra treinen ingezet konden worden, ruim een maand later bleek dat wel mogelijk te zijn en zelfs een geplande tijdelijke snelheidsbeperking tussen Delft Campus en Schiedam Centrum (120 in plaats van 140 km/u) om de baanstabiliteit te waarborgen bleek de prullenbak in te kunnen.

### Schiedam - Rotterdam: viersporigheid (lijnbedrijf i.p.v. richtingbedrijf)
Met de ombouw van de Hoekse Lijn naar een metro, Schiedam - Hoek-van-Holland, hoeven de sporen tussen Schiedam en Rotterdam niet langer gedeeld te worden met treinen richting Hoek van Holland, aangezien de metro tot en met het station Schiedam Centrum zijn eigen traject heeft vanuit het centrum van Rotterdam.  Tot het aanpassen van station Schiedam is in 2019 besloten. Een belangrijk projectonderdeel is de her-ingebruikname op het station Schiedam van de voormalige sporen en perrons van de spoorlijn naar Hoek van Holland. Door deze perrons te gebruiken voor de Oude Lijn kunnen Intercity's blijven stoppen in Schiedam.

### Delft Campus - Schiedam: mogelijke viersporigheid
Het traject tussen Delft Zuid (sinds 2019 Delft Campus) en Station Schiedam Centrum zou in eerste instantie definitief tweesporig blijven met alleen een aanpassing van de seinen. In 2021 is besloten 1 miljard euro uit het Nationaal Groeifonds te gebruiken om ook het stuk tussen Delft Campus en Schiedam te verdubbelen naar vier sporen. Maar de financiering is daarmee nog niet compleet, de uitvoering van dit project staat nog niet vast.

### Frequentie na ombouw
In 2018 was de planning om in de toekomst acht IC's en zes stoptreinen per uur gaan rijden tussen Rotterdam en Den Haag. Andere ideeën geven nog hogere frequenties.

## Stations en gebouwen
Overzicht van stations langs de lijn (cursief: voormalig station):
| Station                   | Geopend | Huidig gebouw                                                                                         |
| ------------------------- | ------- | --- |
| Amsterdam Centraal        | 1889    | 1889, SS, 1e gebouw, uniek ontwerp van o.a. Cuypers                                                   |
| Amsterdam Westerdok       | 1878    | geen, station gesloten in 1889                                                                        |
| Amsterdam Willemspoort    | 1842    | geen, station gesloten in 1878                                                                        |
| d'Eenhonderd Roe          | 1839    | geen, station gesloten in 1842                                                                        |
| Sloterdijk                | 1890    | geen, station gesloten in 1905                                                                        |
| Amsterdam Sloterdijk      | 1956    | geen, station gesloten in 1985                                                                        |
| Amsterdam Sloterdijk      | 1983    | 1983, NS, 1e gebouw, uniek ontwerp                                                                    |
| Halfweg-Zwanenburg        | 1842    | 2012, NS, 2e gebouw, uniek ontwerp, station gesloten van 1927-2012                                    |
| Haarlem Spaarnwoude       | 1998    | geen                                                                                                  |
| Haarlem                   | 1839    | geen, station verplaatst in 1842                                                                      |
| Haarlem                   | 1842    | 1908, HIJSM, 2e gebouw, uniek ontwerp van Margadant                                                   |
| Zijlweg                   | 1891    | geen, station gesloten in 1903                                                                        |
| Leidsche Straat           | 1904    | geen, station gesloten in 1923                                                                        |
| Heemstede-Aerdenhout      | 1872    | 1958, NS, 2e gebouw, uniek ontwerp, station gesloten van 1880-1891 en 1903-1928                       |
| Mannepad                  | 1884    | geen, station gesloten in 1927                                                                        |
| Vogelenzang-Bennebroek    | 1842    | 1880, HIJSM, 1e gebouw, uniek ontwerp, station gesloten in 1944                                       |
| Doodweg                   | 1891    | geen, station gesloten in 1900                                                                        |
| Hillegom                  | 1891    | geen, gebouw in jaren 60 afgebroken, station gesloten van 1944-2000                                   |
| Hillegommerbeek           | 1842    | geen, station gesloten in 1900, station tevens gesloten van 1878-1896                                 |
| Veenenburg                | 1842    | geen, station gesloten in 1896                                                                        |
| Lisse                     | 1891    | 1905, HIJSM, 1e gebouw, uniek ontwerp van Margadant, station gesloten in 1944                         |
| Noordwijkerhout           | 1842    | geen, station gesloten in 1942                                                                        |
| Voorhout                  | 1892    | geen, station gesloten van 1944-1997                                                                  |
| Leidsche Straatweg        | 1891    | geen, station gesloten in 1902                                                                        |
| Postbrug                  | 1842    | geen, station gesloten in 1842                                                                        |
| Warmond                   | 1843    | geen, gebouw in 1964 afgebroken, station gesloten in 1952                                             |
| Leiden Centraal           | 1843    | 1987, NS, 4e gebouw, uniek ontwerp van Reijnders                                                      |
| De Vink                   | 1906    | geen, station gesloten van 1928-1985                                                                  |
| Voorschoten               | 1843    | 1995, NS, 3e gebouw, uniek ontwerp van Bak, station gesloten van 1944-1969                            |
| Statistiek                | 1944    | geen, station gesloten in 1949 (uitsluitend voor medewerkers CBS)                                     |
| Den Haag Mariahoeve       | 1966    | 1976-1990, NS, 2e gebouw, uniek ontwerp                                                               |
| Den Haag Laan van NOI     | 1843    | 1978, NS, 3e gebouw, uniek ontwerp                                                                    |
| Den Haag HS               | 1843    | 1891, HIJSM, 2e gebouw, Uniek ontwerp van Margadant                                                   |
| Den Haag Moerwijk         | 1996    | geen                                                                                                  |
| Rijswijk-Wateringen       | 1847    | geen, station gesloten in 1938                                                                        |
| Rijswijk                  | 1965    | 1996, NS, 2e gebouw, uniek ontwerp van Fikkers                                                        |
| Kleiweg                   | 1887    | geen, station gesloten in 1906                                                                        |
| 't Haantje                | 1887    | geen, station gesloten in 1903                                                                        |
| Singelweg                 | 1886    | geen, station gesloten in 1905                                                                        |
| Schoolpoort               | 1886    | geen, station gesloten in 1905                                                                        |
| Delft                     | 1847    | geen, station gesloten in 1885                                                                        |
| Delft                     | 1885    | 2015 (volledig in gebruik sinds 2024), NS, 2e gebouw, uniek ontwerp (1e gebouw uit 1885 nog aanwezig) |
| Delft Campus              | 1970    | geen, gebouw in 2006 afgebroken                                                                       |
| Kethel                    | 1892    | geen, station gesloten in 1938                                                                        |
| Schiedam Centrum          | 1847    | 2000, NS, 3e gebouw, uniek ontwerp                                                                    |
| Beukelsdijk               | -       | 1903, HIJSM, 1e gebouw, uniek ontwerp van Margadant, station nooit in gebruik genomen                 |
| Rotterdam Centraal        | 1957    | 2014, NS, 2e gebouw, uniek ontwerp                                                                    |
| Rotterdam Delftsche Poort | 1847    | geen, in 1957 vervangen door Rotterdam Centraal                                                       |